# Orelle
Orelle é uma comuna francesa na região administrativa de Auvérnia-Ródano-Alpes, no departamento de Saboia. Estende-se por uma área de 69,25 km². Em 2010 a comuna tinha 348 habitantes (densidade: 5 hab./km²).